# NonVisual Desktop Access
|  | No s'ha de confondre amb NVIDIA. |

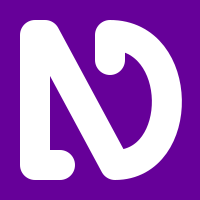
Logotip del NVDA.

NonVisual Desktop Access (NVDA) és un lector de pantalla de programari lliure per als sistemes operatius Windows de 32 i 64 bits. El projecte va ser iniciat per Michael Curran l'any 2006. Actualment, és NV Access, una entitat australiana sense ànim de lucre, l'encarregada del desenvolupament de l'aplicació.

## Característiques principals
Entre les característiques principals del NVDA destaquen:
- És compatible amb interfícies d'accessibilitat comunes com Microsoft Active Accessibility, Java Access Bridge, IAccessible2 o UI Automation.
- Incorpora el sintetitzador eSpeak de programari lliure amb suport per a més de 43 idiomes. También es poden incorporar mitjançant connectors, altres sintetitzadors lliures o comercials.
- La seva interfície i la guia d'usuari es troba disponible en més de 43 idiomes, entre els quals el català i l'espanyol.
- És compatible amb aplicacions comunes com navegadors web (principalment Internet Explorer i Mozilla Firefox), clients de correu electrònic (Microsoft Outlook i Mozilla Thunderbird en menor grau) i paquets d'ofimàtica com Microsoft Office, OpenOffice i LibreOffice (aquests últims mitjançant el paquet Java Access Bridge).
- Permet l'ús de moltes línies Braille, i accepta també entrades en Braille d'ordinador per a les línies Braille que disposen de teclat.
- Es pot executar des d'una memòria USB o des de qualsevol altre suport portable, al permetre crear versions portables amb la configuració de l'usuari.
- Contempla dues disposicions de teclat, cadascuna d'aquestes amb el seu propi conjunt d'ordres de teclat. Una pensada per equips d'escriptori i, l'altra, per a ordinadors portàils.
- És compatible amb pantalles tàctils amb Windows 8 o superior.